# Мехмед бей джамия
Мехмед бей джамия или Паша джамия (на турски: Mehmet Bey Camii; на гръцки: Τέμενος Μεχμέτ Μπέη, Τζαμί Μεχμέτ Μπέη, известна и като Αγιά Σοφιά, тоест Света София или Αχμέτ Πασά, Ахмед паша) е средновековен мюсюлмански храм в източномакедонския град Сяр (Серес), Гърция. Регистрирана е като защитен паметник в 1936 и в 1984 година.

## История
Джамията според ктиторския надпис над входа е построена в 1492 – 1493 година от Мехмед бей, мъж на Селджук Хатун, дъщерята на султан Баязид II, и син на завоевателя на Крим Гедик Ахмед паша. Двойката живее в Сяр в края на XV век и строи в него няколко други сгради, от които никоя не е оцеляла. Джамията е разположена в източната част на града, на десния бряг на река Серовица (днес Агии Анаргири).
Джамията е спомената в XVII век в пътеписа на Евлия Челеби:
| „ | Всички сгради, куполите, медресето, училището и кухнята са покрити с олово. Почти невъзможно е да се опише колко лека и духовно освежаваща е тази джамия. Ще трябват много думи, за да може истинно да се опише красотата на изработката в много части на джамията. Единствената друга джамия, с която тази може да се сравни е Яхия паша джамия в Скопие. Но градините, обграждащи тази, нямат равни на себе си. Те са като покрити със зелено кадифе, с великолепни букли и всевъзможни птици, летящи сред зеленината. Хиляди вярващи могат да седят в сянката на много дървета и да обсъждат неща. Миризмата на многото кипариси в градината е опияняваща и джамията е станала известна от Гърция до Персия. | “ |

Джамията се издържа от доходите, получавани от собственостите на Ахмед паша в Крим в продължение на 291 години. След окупацията на Крим от Русия в 1783 година, джамията е изоставена. Разположена близо до реката тя е изложена на чести наводнения. На 7 юли 1815 година е поправена от Юсуф бей, като оловото е доставено от Цариград.
По думите на Васил Кънчов, посетил Сяр през 1891 година:
| „ | През 1858 г. нова неволя постигнала сережани. От проливните дъждове придошла р. Серовица много силно и разрушила цели улици от града. Много градини и нивя били засипани с камъни и пясък и останали пусти до ден днешен. Това наводнение опустошило и прекрасната „Паша джамия“, наречена от населението „Св. София“. Тя и досега стои напълнена с пясък всред речището на Серовица. Постройката никак не напомня църква, възможно е, че на основите на съборения храм е построена по-после джамията от стария материал. Джамията е зидана от гранитни камъни, предната част е от мрамор. Пред нея има хубави мраморни гробници, дето е закопан Исмаил бей и някои негови роднини. По на север стоят заринати в пясъка няколко сводообразни келии, иззидани яко от камък. | “ |

В 1892 година леглото на реката е изместено и джамията е изчистена от речния пясък и чакъл с усилията на Ибрахим Феври, чиновник в града. След Балканските войни и обмена на население между Гърция и Турция през 1920-те години, джамията е изоставена.
В 1936 година джамията е обявена за защитен паметник на културата.

## Архитектура
Джамията има Т-образен план и е изградена от отлично издялани жълти варовикови блокове, освен куполите, които са от тухли. Състои се от просторно квадратно централно молитвено пространство с купол с диаметър 14,58 m и височина 26 m. Четири малки стаи, покрити с полукуполи са разположени по две от източната и западната страна на централното пространство, докато от юг има пентагонален портик с михраба. Главният вход е разположен на северната стена. Над него е ктиторският надпис, а пред него портик от пет арки, подкрепяни от колони от бял мрамор с изискано изваяни капители. Централната арка е покрита с полусферичен купол, докато страничните са с фунийни куполи. Първоначално всички куполи на джамията са покрити с олово, а вътрешните стени са измазани. Пътешествениците отбелязват, че джамията е обградена с красива градина.
Северно от джамията, в гробищната градина е запазен гробът на Исмаил бей, управител на Сяр от 1795 до 1813 година.
Макар и да е най-старата и най-голямата от запазените в града джамии, сградата е неподдържана и неизползвана.